# Kazuyoshi Nakamura
Kazuyoshi Nakamura (jap. 中村 一義 Nakamura Kazuyoshi; ur. 8 kwietnia 1955) – były japoński piłkarz, reprezentant kraju.

## Kariera klubowa
Od 1978 do 1981 roku występował w klubie Fujitsu.

## Kariera reprezentacyjna
W reprezentacji Japonii zadebiutował w 1979. W sumie w reprezentacji wystąpił w 5 spotkaniach.

## Statystyki
| Reprezentacja Japonii | Reprezentacja Japonii | Reprezentacja Japonii |
| Rok                   | Mecze                 | Gole                  |
| --------------------- | --------------------- | --------------------- |
| 1979                  | 5                     | 1                     |
| Razem                 | 5                     | 1                     |